# Kemperi
Kemperi (Georgisch:ქემფერი) is een dorp in Centraal-Georgië met 350 inwoners (2014), gelegen in de gemeente Chasjoeri (regio Sjida Kartli) op 770-820 meter boven zeeniveau in het voorgebergte van het Lichigebergte. Het dorp ligt ongeveer vijf kilometer ten noorden van het gemeentelijk centrum Chasjoeri, vier kilometer ten oosten van Soerami en ruim 100 kilometer ten westen van Tbilisi.

## Bestuurlijke indeling
Binnen de gemeente is Kemperi het grootste dorp van de administratieve gemeenschap (თემი, temi) Tsotschnaris, dat nog vijf nabijgelegen dorpen omvat.

## Demografie
Volgens de volkstelling van 2014 had Kemperi 350 inwoners. Het dorp bestond in 2014 op twee inwoners na geheel uit etnische Georgiërs.
| Aantal                                                 | 479 |  | 470 | 350 |
| Verantwoording data: 1923, volkstellingen 2002 en 2014 |     |  |     |     |

## Bezienswaardigheden
Op de top van de heuvel in het dorp staat de St Joriskerk uit de late 19e eeuw. Dit is een kleine hallenkerk van zandsteenblokken die in 1880 door de dorpelingen is gebouwd. De kerk is een monument.

## Vervoer
Langs het dorp passeert sinds 2020 de 'route van internationaal belang' S1 (E60) die van Tbilisi via Chasjoeri en Samtredia naar Zoegdidi leidt. In 2020 opende het eerste deel van de Chasjoeri Bypass, die als autosnelweg is gebouwd. Het dorp heeft via de lokale weg naar Soerami directe toegang tot de autosnelweg naar Tbilisi.